# Mockin' Bird Hill
Mockin' Bird Hill is een 3/4-maat nummer geschreven door George Vaughn Horton en uitgegeven in 1951. Het werd bekend dankzij Patti Page en dankzij Les Paul en Mary Ford in 1951, voor beide volgend op hun grote hit The Tennessee Waltz het vorige jaar. De muziek van Mockin' Bird Hill is gebaseerd op een Zweedse wals "Livet i Finnskogarna" (Life in the Finnish Woods), opgenomen door Carl Jularbo in 1915.

## The Migil Five
Mockin' Bird Hill is een single van de Engelse groep The Migil Five in 1964. In het Verenigd Koninkrijk stond het 13 weken in de single top 50.

### Tracklist

#### 7" Single
PYE 7N 15597 (1964)
1. Mockin' Bird Hill
2. Long ago and far away

### Hitnotering

#### Tijd voor Teenagers Top 10
| Hitnotering: 13-06-1964 t/m 20-06-1964 | Hitnotering: 13-06-1964 t/m 20-06-1964 | Hitnotering: 13-06-1964 t/m 20-06-1964 | Hitnotering: 13-06-1964 t/m 20-06-1964 |
| Week                                   | 1                                      | 2                                      |                                        |
| -------------------------------------- | -------------------------------------- | -------------------------------------- | -------------------------------------- |
| Nummer                                 | 10                                     | 10                                     | uit                                    |

## Roots Syndicate
Mockin' Bird Hill is een single van de Nederlandse groep Roots Syndicate in 1993.
Roots Syndicate nam het nummer op voor een reclamecommercial van Centraal Beheer. Op verzoek van televisiekijkers werd het nummer op single uitgebracht.
Dennis Bouman, beter bekend als Def Rhymz, is betrokken bij het nummer. De plaat werd destijds veel gedraaid op Radio 3 en werd een hit. De plaat bereikte de nummer 1-positie in zowel de Nederlandse Top 40 en Nationale Top 100. Deze laatst genoemde hitlijst ging per zondag 7 februari 1993 verder als de Mega Top 50.

### Tracklist

#### Cd-single
Polydor 861 528-2 (1993)
1. Mockin' Bird Hill
2. Rock & groove

### Hitnoteringen

#### Nederlandse Top 40
| Hitnotering: 06-02-1993 t/m 17-04-1993 | Hitnotering: 06-02-1993 t/m 17-04-1993 | Hitnotering: 06-02-1993 t/m 17-04-1993 | Hitnotering: 06-02-1993 t/m 17-04-1993 | Hitnotering: 06-02-1993 t/m 17-04-1993 | Hitnotering: 06-02-1993 t/m 17-04-1993 | Hitnotering: 06-02-1993 t/m 17-04-1993 | Hitnotering: 06-02-1993 t/m 17-04-1993 | Hitnotering: 06-02-1993 t/m 17-04-1993 | Hitnotering: 06-02-1993 t/m 17-04-1993 | Hitnotering: 06-02-1993 t/m 17-04-1993 | Hitnotering: 06-02-1993 t/m 17-04-1993 | Hitnotering: 06-02-1993 t/m 17-04-1993 |
| Week                                   | 1                                      | 2                                      | 3                                      | 4                                      | 5                                      | 6                                      | 7                                      | 8                                      | 9                                      | 10                                     | 11                                     |                                        |
| -------------------------------------- | -------------------------------------- | -------------------------------------- | -------------------------------------- | -------------------------------------- | -------------------------------------- | -------------------------------------- | -------------------------------------- | -------------------------------------- | -------------------------------------- | -------------------------------------- | -------------------------------------- | -------------------------------------- |
| Nummer                                 | 11                                     | 2                                      | 1                                      | 1                                      | 2                                      | 3                                      | 4                                      | 9                                      | 18                                     | 27                                     | 40                                     | uit                                    |

#### Nationale Top 100/Mega Top 50
| Hitnotering: 30-01-1993 t/m 24-04-1993 | Hitnotering: 30-01-1993 t/m 24-04-1993 | Hitnotering: 30-01-1993 t/m 24-04-1993 | Hitnotering: 30-01-1993 t/m 24-04-1993 | Hitnotering: 30-01-1993 t/m 24-04-1993 | Hitnotering: 30-01-1993 t/m 24-04-1993 | Hitnotering: 30-01-1993 t/m 24-04-1993 | Hitnotering: 30-01-1993 t/m 24-04-1993 | Hitnotering: 30-01-1993 t/m 24-04-1993 | Hitnotering: 30-01-1993 t/m 24-04-1993 | Hitnotering: 30-01-1993 t/m 24-04-1993 | Hitnotering: 30-01-1993 t/m 24-04-1993 | Hitnotering: 30-01-1993 t/m 24-04-1993 | Hitnotering: 30-01-1993 t/m 24-04-1993 | Hitnotering: 30-01-1993 t/m 24-04-1993 |
| Week                                   | 1                                      | 2                                      | 3                                      | 4                                      | 5                                      | 6                                      | 7                                      | 8                                      | 9                                      | 10                                     | 11                                     | 12                                     | 13                                     |                                        |
| -------------------------------------- | -------------------------------------- | -------------------------------------- | -------------------------------------- | -------------------------------------- | -------------------------------------- | -------------------------------------- | -------------------------------------- | -------------------------------------- | -------------------------------------- | -------------------------------------- | -------------------------------------- | -------------------------------------- | -------------------------------------- | -------------------------------------- |
| Nummer                                 | 60                                     | 30                                     | 2                                      | 1                                      | 2                                      | 2                                      | 3                                      | 3                                      | 7                                      | 10                                     | 19                                     | 22                                     | 37                                     | uit                                    |

## Albert West
Mockin' Bird Hill is een single van de Nederlandse zanger Albert West.

### Hitnoteringen

#### Nederlandse Top 40
| Hitnotering: 06-02-1993 t/m 06-03-1993 | Hitnotering: 06-02-1993 t/m 06-03-1993 | Hitnotering: 06-02-1993 t/m 06-03-1993 | Hitnotering: 06-02-1993 t/m 06-03-1993 | Hitnotering: 06-02-1993 t/m 06-03-1993 | Hitnotering: 06-02-1993 t/m 06-03-1993 | Hitnotering: 06-02-1993 t/m 06-03-1993 |
| Week                                   | 1                                      | 2                                      | 3                                      | 4                                      | 5                                      |                                        |
| -------------------------------------- | -------------------------------------- | -------------------------------------- | -------------------------------------- | -------------------------------------- | -------------------------------------- | -------------------------------------- |
| Nummer                                 | 29                                     | 25                                     | 24                                     | 30                                     | 39                                     | uit                                    |

#### Mega Top 50
| Hitnotering: 06-02-1993 t/m 06-03-1993 | Hitnotering: 06-02-1993 t/m 06-03-1993 | Hitnotering: 06-02-1993 t/m 06-03-1993 | Hitnotering: 06-02-1993 t/m 06-03-1993 | Hitnotering: 06-02-1993 t/m 06-03-1993 | Hitnotering: 06-02-1993 t/m 06-03-1993 | Hitnotering: 06-02-1993 t/m 06-03-1993 |
| Week                                   | 1                                      | 2                                      | 3                                      | 4                                      | 5                                      |                                        |
| -------------------------------------- | -------------------------------------- | -------------------------------------- | -------------------------------------- | -------------------------------------- | -------------------------------------- | -------------------------------------- |
| Nummer                                 | 44                                     | 22                                     | 17                                     | 27                                     | 36                                     | uit                                    |